# Filitosa
Filitosa est un site archéologique situé  à Sollacaro, dans la vallée du Taravo, en Corse-du-Sud. Le site fut occupé depuis le Néolithique ancien jusqu'à Moyen Âge mais principalement durant l'Âge du bronze. Il comporte trois monuments torréens et treize statues-menhirs appartenant au groupe corse.

## Historique
Le site est signalé en 1946 par Charles-Antoine Cesari, propriétaire du terrain : l'ensemble est enseveli sous le maquis et considéré localement comme un ancien couvent. Il signale sa découverte à Roger Grosjean en 1954 et celui-ci y mène des fouilles de 1957 à 1972.
Le site est classé au titre des monuments historiques, une première fois le 4 décembre 1967 et une seconde fois le 10 décembre 1980. Il est inscrit sur la liste des « 100 sites historiques d'intérêt commun aux pays de la Méditerranée ».

## Site
Il correspond à une colline haute (environ 60 m d'altitude) longue de 128 m et d'une largeur moyenne de 40 m, au-dessus du ruisseau de Barcajolo, au lieu-dit Turrichju (« lieu des tours ») improprement qualifié d'éperon barré par Grosjean. La fouille de la torra centrale  a permis de découvrir quarante-cinq fragments de monolithes, dont treize statues-menhirs qui devaient provenir d'un ou plusieurs alignements situés à proximité, et des outils lithiques (meules, mortiers, broyeurs) utilisés en remploi dans la muraille. La destruction de ces alignements pourrait dater, du début de l'âge du fer lors de la réfection du castellu, ou plus tardivement lors de l’installation de moines sur le site au Moyen Age. La disposition des statues-menhirs actuellement visibles sur le site correspond uniquement à un aménagement touristique. Une carrière de granite est visible à proximité.

### Castellu
Le « castellu » correspond à une enceinte constituée de gros blocs rocheux délimitant un espace tabulaire d'environ 6 000 m2, encadrée à ses extrémités est et ouest par deux tours (« torre »). Il comporte un édifice circulaire central entouré de maisons oblongues juxtaposées, aux murs curvilignes construit en moellons de granite. Elles étaient recouvertes d'une toiture. A l'intérieur, le seul aménagement découvert correspond à un foyer avec sole d'argile. La tour ouest conserve plusieurs pièces en rez-de-chaussée mais le départ d'un escalier indique qu'elle comportait à l'origine un étage.

### Statues-menhirs
Ce sont des statues à la silhouette massive, parfois géométrique (Filitosa V, Tappa II). Le visage est bien représenté ((Filitosa VI, IX et XIII) avec les yeux et la bouche en creux, le nez et le menton en relief. Les oreilles sont suggérées (Filitosa IV). Les épaules sont bien dégagées (Filitosa III et IV). Plusieurs personnages sont armés, soit d'une épée (Filitosa I et VI), soit d'un poignard (Filitosa V) parfois suspendus à un baudrier scapulaire (Filitosa VII). Le bombement de la tête est interprété comme la représentation d'un casque. Au dos, les omoplates sont figurées en relief et la colonne vertébrale en creux ; sur la statue Filitosa X les côtes sont visibles.

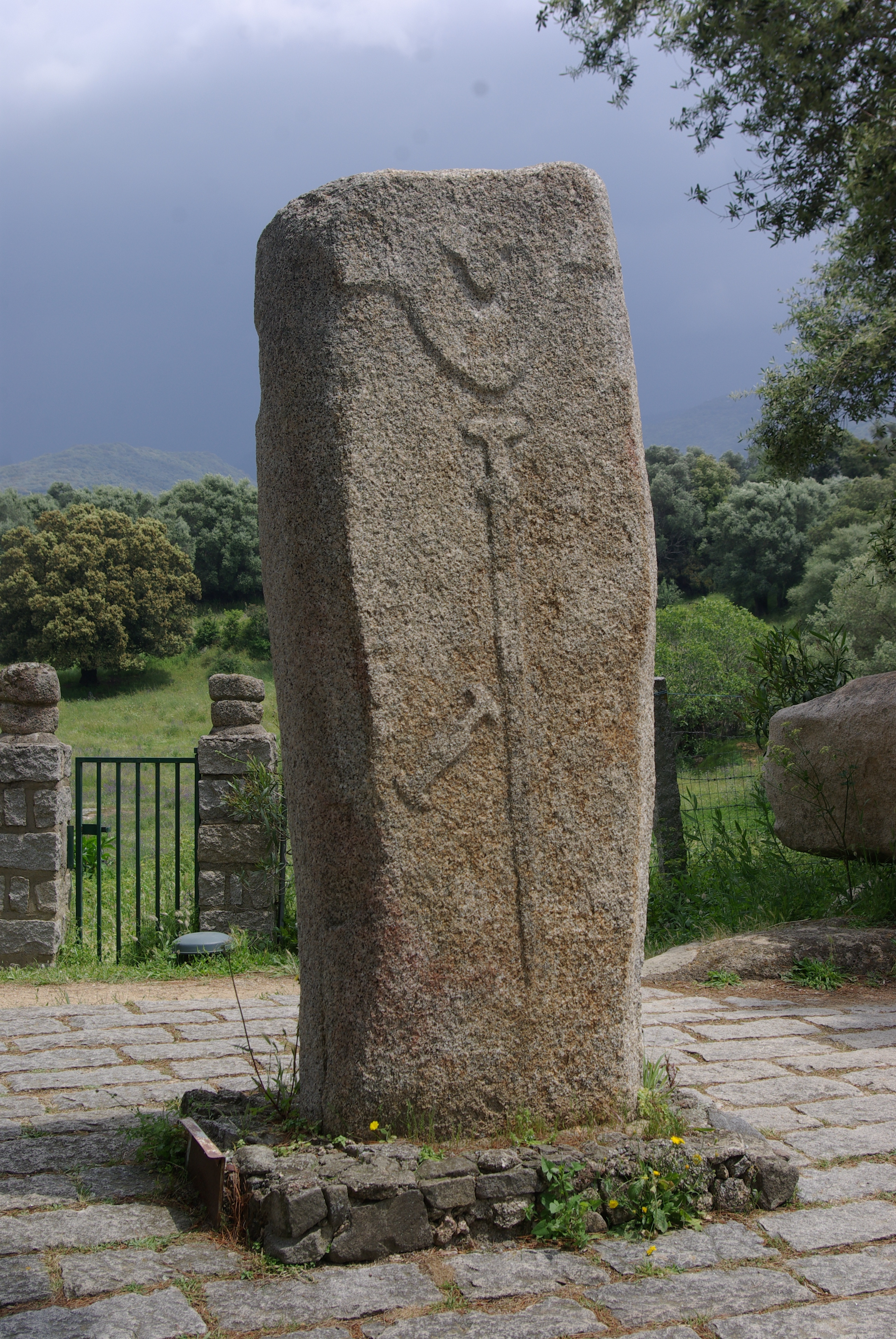
Filitosa V (face).
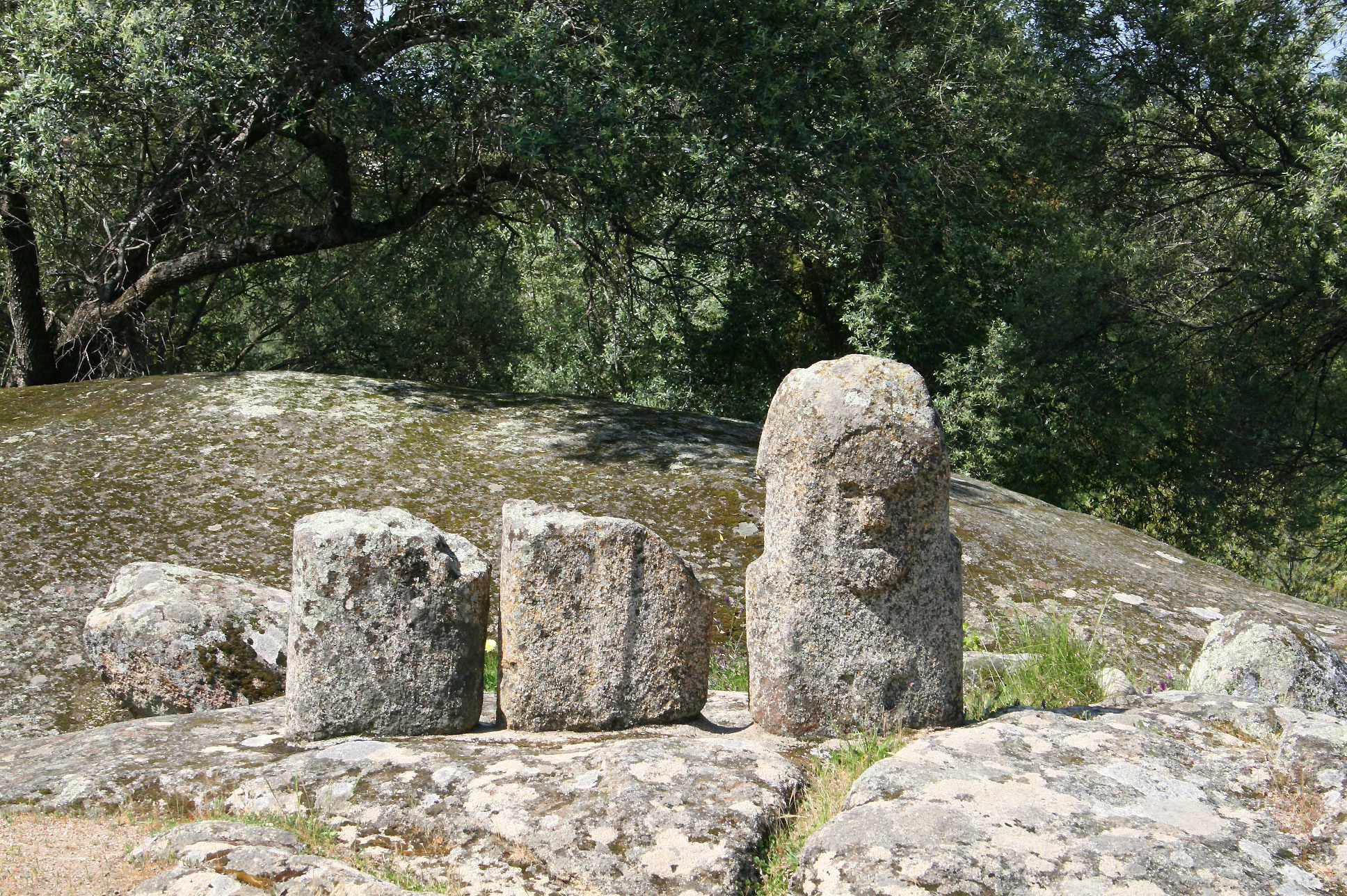
Filitosa VI (fragments).
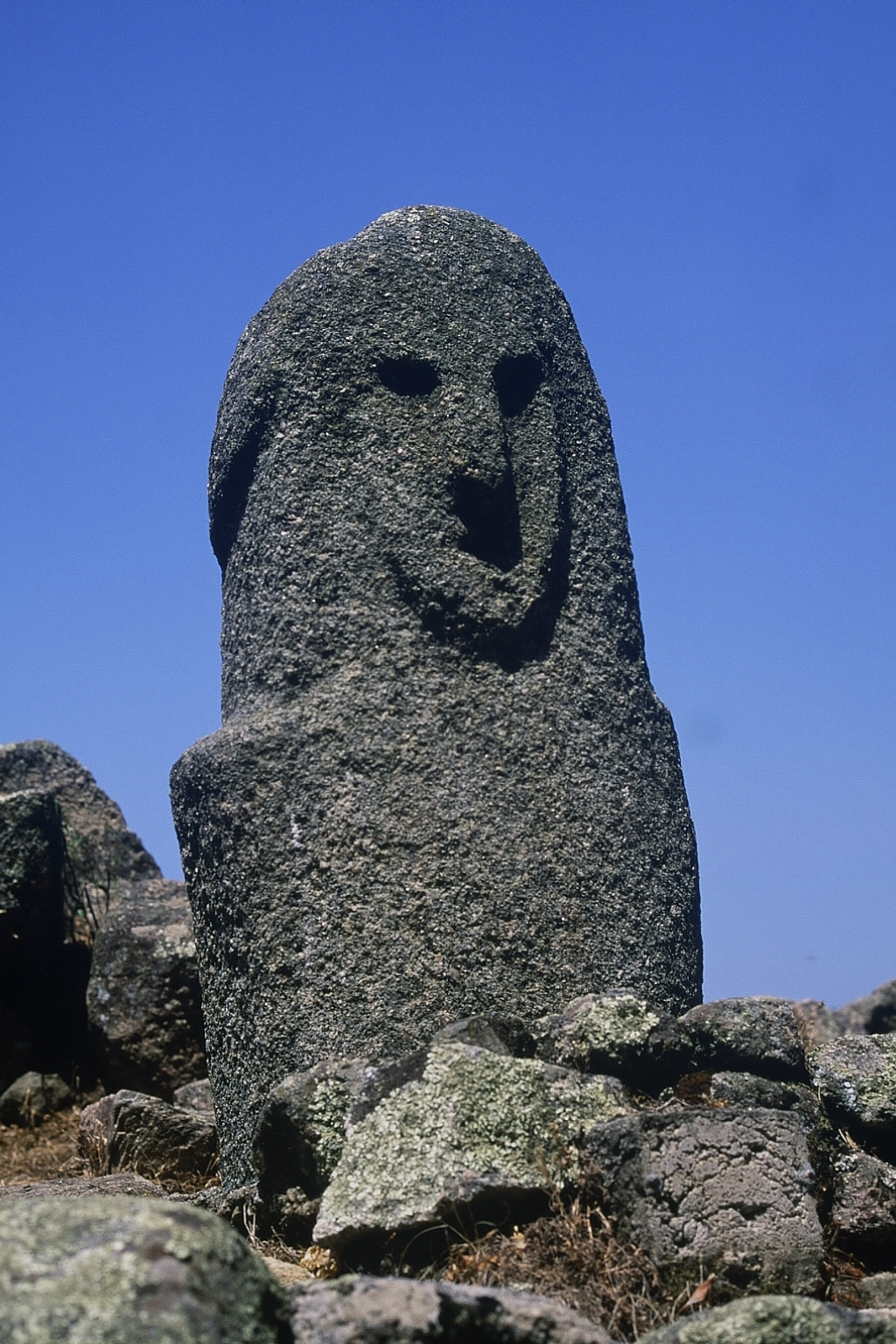
Filitosa IX (face).
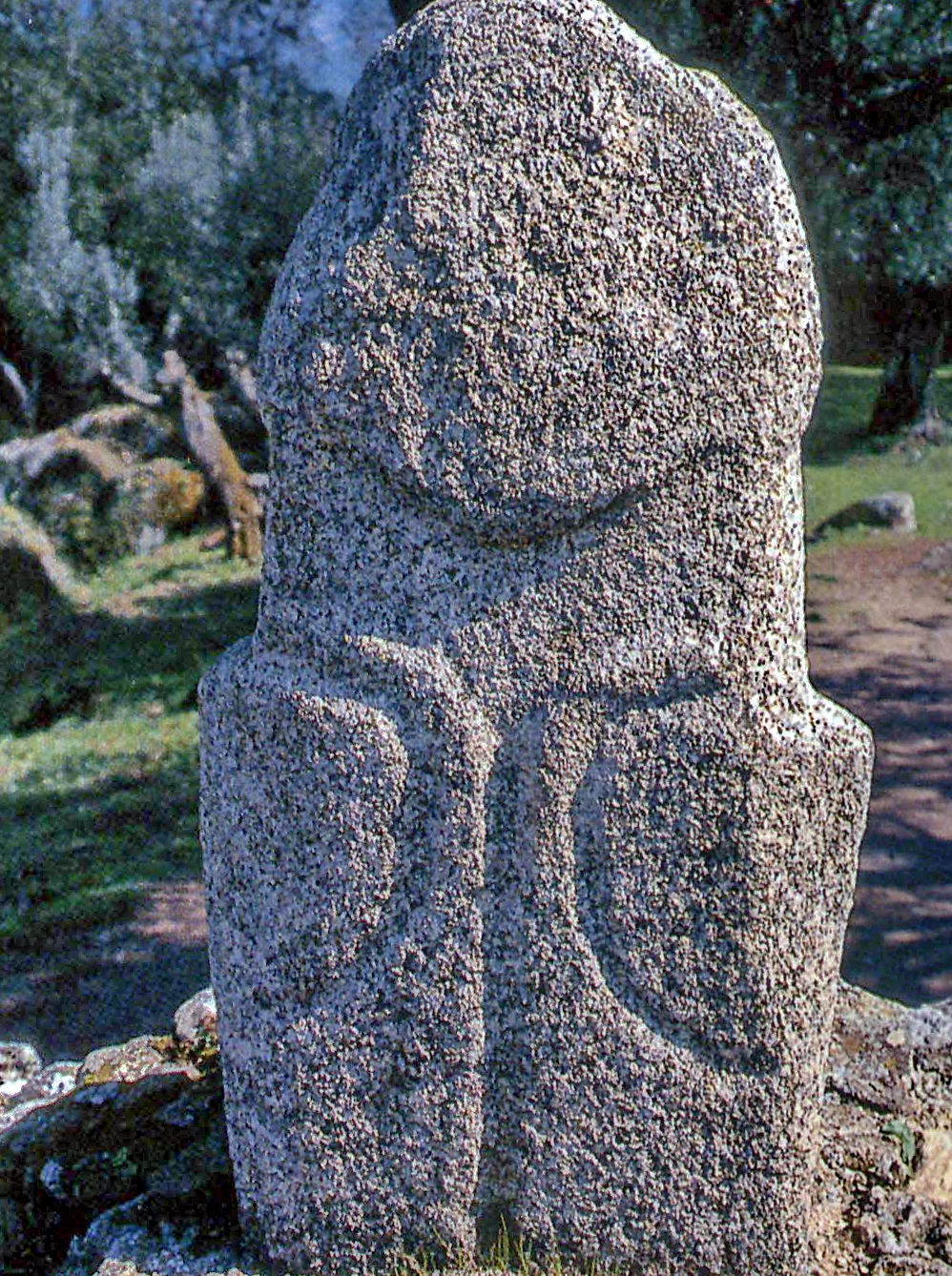
Filitosa IX (dos).

| Statue-menhir | Hauteur | Épaisseur | Largeur       | Décor |
| ------------- | ------- | --------- | ------------- | --- |
| Filitosa I    | 2,10 m  | 0,32 m    | 0,50 m        | Épée de 0,82 m en travers côté face. Dos travaillé. |
| Filitosa II   | 1,97 m  | 0,30 m    | 0,50 m        | Très érodée. Visage visible mais pas d'arme apparente. Dos sculpté. |
| Filitosa III  | 2,30 m  | 0,30 m    | 0,45 m        | Visage nettement visible. Poignard en biais. Dos sculpté. |
| Filitosa IV   | 2,96 m  | 0,35 m    | 0,55 m        | Tête avec yeux en creux. Poignard en biais. Dos sculpté. |
| Filitosa V    | 2,95 m  | 0,38 m    | 0,95 m        | Visage nettement visible. Grande épée verticale en bas-relief de 1,37 m de longueur avec pommeau, poignard en biais avec pommeau dans son fourreau. Au dos, omoplates et colonne vertébrale nettement visibles.                                                   |
| Filitosa VI   | 1,99 m  | 0,23 m    | 0,50 m        | 3 fragments. Visage très détaillé. Dos très sculpté. |
| Filitosa VII  | 0,82 m  | 0,30 m    | 0,47 m        | Partie supérieure uniquement. Épée verticale à pommeau rond suspendue à un baudrier scapulaire. Dos sculpté. |
| Filitosa VIII | 0,69 m  | 0,30 m    | 0,46 m        | Partie supérieure uniquement. Visage « simiesque » : bouche déformée et yeux très rapprochés. |
| Filitosa IX   | 1,02 m  | 0,22 m    | 0,45 m        | Partie supérieure uniquement. Visage en bas-relief aux traits réguliers et symétriques. Crâne en ronde-bosse. Pas d'arme. Dos très sculpté. |
| Filitosa X    | 0,89 m  | 0,30 m    | 0,46 m        | Partie supérieure uniquement. Visage ovale gravé. Au dos, douze rectangles symétriquement disposés de part et d'autre d'un trait vertical (côtes et colonne vertébrale ?).                                                                                        |
| Filitosa XI   | 0,74 m  | 0,30 m    | 0,55 m        | Partie supérieure uniquement. Visage ovale en relief, yeux et bouche en creux. Au dos, bourrelet horizontal au niveau de la nuque descendant vers le bas (baudrier ?).                                                                                            |
| Filitosa XII  | 1,36 m  | 0,23 m    |               | Découpée verticalement. Figure et nuque discernables. Amorce de ceinture. |
| Filitosa XIII | 1,01 m  | 0,46 m    | 0,46 à 0,53 m | Visage en bas-relief : nez, yeux et bouche très bien conservés, menton en relief (barbe ?). Poignard vertical à pommeau horizontal. Au dos, nuque en bourrelet, traits obliques sculptés de part et d'autre d'un sillon vertical (côtes et colonne vertébrale ?). |
| Source        |         |           |               | |

Contrairement aux alignements de Cauria (I Stantari, Rinaghju), l'alignement de statues-menhirs de Filitosa ne doit pas être demeuré en place très longtemps et la réutilisation des pierres dès le Bronze final « semble même suggérer un refus profond de ce que représentaient ces statues ».
Toutes les statues-menhirs visibles sur le site n'ont pas été découvertes à Filitosa : certaines proviennent des environs immédiats (Barcajolo, Tappa) et de découvertes effectuées dans le Taravo par Roger Grosjean (Scalsa Murta, Micalona I et II) et rapportées à Filitosa pour leur conservation. L'alignement visible au pied de la colline à l'ouest est un alignement artificiel.
| Statue-menhir | Hauteur | Épaisseur | Largeur | Décor |
| ------------- | ------- | --------- | ------- | --- |
| Scalsa-Mourta | 1,10 m  | 0,26 m    | 0,45 m  | Fragment de la partie supérieure. Visage érodé mais oreille bien distinctes. Épée à pommeau horizontal suspendue à un baudrier scapulaire. Dos très orné identique à Filitosa XIII. |
| Tappa I       | 2,45 m  | 0,30 m    | 0,50 m  | Visage ovale. Large gorge séparant la tête du corps. Bourrelet marquant la nuque.                                                                                                   |
| Tappa II      | 0,58 m  | 0,33 m    | 0,47 m  | Fragment de la partie supérieure. Nuque avec deux « chignons ». |
| Source        |         |           |         | |